# FSRU Independence (schip, 2013)
De FSRU Independence is een gastanker in de haven van Klaipėda in Litouwen., waarin vloeibaar aardgas (lng) tijdelijk kan worden opgeslagen en die over faciliteiten beschikt om het gasvormig te maken. FSRU staat voor Floating Storage Regasification Unit. Het gas wordt van boord gepompt en via het traditionele leidingennetwerk naar de afnemers getransporteerd. Het schip is in handen van de Noorse reder Leif Höegh, die het voor een periode van 10 jaar heeft gecharterd aan een Litouws staatsbedrijf. Op 27 oktober 2014 arriveerde de tanker in Klaipėda.

## Aanleiding
Litouwen importeert al zijn aardgas uit Rusland. Om de afhankelijkheid te verminderen is het land op zoek gegaan naar alternatieve aanbieders. De keuze is hierbij gevallen op lng dat met tankers wordt aangevoerd. Er zijn wereldwijd veel aanbieders van lng waardoor de kwetsbaarheid van het land afneemt. Vanwege de sterke monopoliepositie van Gazprom schat de overheid dat ze 30% meer voor het gas betaalt dan andere EU-lidstaten.
De capaciteit van de Independence is ruim voldoende om in de gehele gasbehoefte van Litouwen te voorzien en ook de andere twee Baltische staten gas te kunnen leveren. De bouw van dit schip duurt een jaar korter en kost de helft in vergelijking tot een installatie op het land met dezelfde capaciteit.

## Kenmerken
Het schip heeft een lengte van 294 meter en is 46 meter breed. Het heeft een maximale diepgang van 12,6 meter. Er is plaats voor 70.000 m³ vloeibaar gas. Wartsila Hamworthy heeft de installatie geleverd waarmee het lng, met behulp van zeewater, weer gasvormig wordt gemaakt. De installatie heeft een gewicht van 500 ton en kan per uur 400.000 kubieke voet maken ofwel zo’n 4 miljard m³ aardgas op jaarbasis.
Het schip arriveerde op 27 oktober 2014 bij een terminal in het zuiden van de haven van Klaipėda. In december is de terminal in gebruik genomen. Na 2015 kan Litouwen, wanneer lopende afnamecontracten aflopen, besluiten geen Russisch gas meer af te nemen. De overheid is met 72% de belangrijkste aandeelhouder in de terminal. Er is een aparte pier gebouwd om het schip af te meren en 18 kilometer aan pijpleidingen gelegd om het aardgas bij het landelijke netwerk te krijgen.